# 内藤信庸
内藤 信庸（ないとう のぶつね）は、江戸時代の旗本。越後村上藩内藤家の分家当主・内藤信朋の養嗣子。

## 生涯
正徳4年（1714年）、村上藩主内藤弌信の七男として生まれる。元文3年（1738年）12月7日、8代将軍徳川吉宗に披露され、延享4年（1747年）5月3日、養父・信朋の遺領を継いだ。宝暦6年（1756年）2月28日、西の丸弓頭となり、同年12月18日、布衣の着用を許される。同11年（1761年）西の丸小姓組番頭を経て、本丸付となり、12月18日に従五位下越前守に叙任された。
明和2年（1765年）8月15日より書院番頭に転じ、安永4年（1775年）に職を辞した。
天明元年（1781年）12月11日、江戸において死去。享年68。法名：正義。葬地は三田魚籃寺とされている（「寛政譜」新訂13巻205頁）。養嗣子の信智は明和4年（1767年）5月26日に死去したため、家督は信智の子信義が継いだ。娘は久世広景に嫁いでおり、幕末の旗本筒井政憲は外孫に当たる。